# Národní centrum Turkmenistánu pro zimní sporty
Národní centrum Turkmenistánu pro zimní sporty, turkmensky Turkmenistanyň gyşgy sport görnüşleriniň milli merkezi, je národním hokejovým svazem Turkmenistánu. Členem IIHF se stal 15. května 2015 na výročním kongresu IIHF v Praze během mistrovství světa v ledním hokeji jako třetí bývalá sovětská republika ze Střední Asie (po Kazachstánu a Kyrgyzstánu). Stal se tak 74. členem IIHF. Program ledního hokeje v Turkmenistánu byl zaveden na popud prezidenta Gurbanguly Berdimuhamedowa.
V době přijetí měl 3 kryté haly a 182 registrovaných hráčů, z toho 120 v kategorii juniorů.
První z krytých hal je Národní palác olympijských sportů v Ašchabadu postavený v roce 2006 (kapacita 1 000 míst). Další dvě kryté haly byly postaveny v roce 2011 rovněž v hlavním městě Ašchabad, největší je Palác zimních sportů s kapacitou 10 000 míst.